# Radslavičky
Radslavičky (též Malé Raclavice) jsou vesnicí a místní částí Radslavic nacházející se v Jihomoravském kraji v severní části okresu Vyškov, dohromady v nich žije 443 obyvatel. Nachází se 8,5 km severně od města Vyškov u silnice z Dědic do Pustiměře v nadmořské výšce 375 m n. m. Obec je otevřenou návsí, ovlivněnou potokem ležící v mírném stupňovitém svahu položeném na úpatí Drahanské vrchoviny. Radslavičky byly samostatnou obcí do roku 1950. Dnešní ves je kromě Radslavic také součástí mikroregionu Ivanovická Brána. V obci je pár podnikatelských subjektů zaměřených převážně na zemědělství a lesní práce.

## Historie
Radslavičky byly založeny v roku 1764 jako dominikální osada. Původní obec byla v průběhu druhé světové války v roce 1941 násilně vystěhována. Po válce a odsunu Němců se část vystěhovaného obyvatelstva navrátila. Ve vesnici stojí malá zvonice postavená v roce 2007 na místě původní. V blízkém okolí se nachází archeologického naleziště Dolní Mejlice (slovanského hradiště).

## Obyvatelstvo

### Struktura
Vývoj počtu obyvatel za celou obec i za jeho jednotlivé části uvádí tabulka níže, ve které se zobrazuje i příslušnost jednotlivých částí k obci či následné odtržení.
| Místní části (rok přičlenění k obci) | Místní části (rok přičlenění k obci)            | 1791 | 1834 | 1869 | 1880 | 1890 | 1900 | 1910 | 1921 | 1930 | 1950 | 1961 | 1970 | 1980 | 1991 | 2001 | 2011 |
| ------------------------------------ | ----------------------------------------------- | ---- | ---- | ---- | ---- | ---- | ---- | ---- | ---- | ---- | ---- | ---- | ---- | ---- | ---- | ---- | ---- |
| Počet obyvatel                       | část Radslavičky (dříve Malé Raclavice 1950)    | 97   | 187  | 229  | 234  | 260  | 236  | 267  | 267  | 231  | 129  | 145  | 111  | 95   | 96   | 85   | 117  |
| Počet obyvatel                       | část Radslavice (dříve Velké a Hrubé Raclavice) |      |      |      |      |      |      |      |      |      | 415  | 421  | 383  | 313  | 281  | 293  | 281  |
| Počet obyvatel                       | celá obec                                       | 97   | 187  | 229  | 234  | 260  | 236  | 267  | 267  | 231  | 544  | 566  | 494  | 408  | 377  | 378  | 398  |
| Počet domů                           | část Radslavičky                                | 18   | 45   | 54   | 43   | 45   | 46   | 51   | 51   | 51   | 44   | -    | 34   | 31   | 36   | 37   | 37   |
| Počet domů                           | část Radslavice                                 |      |      |      |      |      |      |      |      |      | 124  | 156  | 114  | 96   | 119  | 123  | 127  |
| Počet domů                           | celá obec                                       | 18   | 45   | 54   | 43   | 45   | 46   | 51   | 51   | 51   | 168  | 156  | 148  | 127  | 155  | 160  | 164  |

## Pamětihodnosti
- Malá zvonice z roku 2007 na místě původní se zvonem z roku 1800
- Pomník obětem válek
- Kamenný kříž na návsi nově zrenovovaný v roce 2007
- Kamenný kříž v polích nad vsí z roku 1844